# Funtoo
Funtoo est une distribution du système d’exploitation GNU/Linux basée sur Gentoo. Elle a été lancée en 2008 par Daniel Robbins, le créateur du projet Gentoo, qui avait quitté ce dernier en 2004.

## Historique
Robbins, créateur de Gentoo, se propose en janvier 2008 de résoudre les problèmes de la fondation Gentoo. Mais il a quitté le projet en 2004, et son offre est refusée. Le projet Funtoo naît alors de sa volonté d'appliquer sa vision dans un projet indépendant, avec pour objectif de partager les innovations techniques du nouveau projet. En insistant sur sa volonté de collaborer avec la communauté Gentoo, Daniel Robbins n'a pas souhaité positionner le projet Funtoo comme un fork de Gentoo. Les initiatives techniques et communautaires du projet Funtoo devaient servir les intérêts de la communauté Gentoo au sens large.
En mai 2012, Robbins réoriente le projet vers une « stratégie serveur » en raison d'une part de marché des environnements GNU/Linux à l'usage des utilisateurs jugée trop faible par l'intéressé. La prise en compte des besoins liés au poste de travail se limite alors au développement d'une nouvelle version du profil (paramétrage de configuration défini lors de l'installation, dont le profil Desktop ou Server) .

## Les briques technologiques
Funtoo apporte quelques changements majeurs par rapport au système GNU/Linux de Gentoo, à commencer par le stockage de son système de gestion des paquets.

### Git
Funtoo utilise Git pour stocker l'arbre Portage, le système de gestion des paquets utilisé par Gentoo.

### Metro
Metro  est un outil pour créer automatiquement des images de la distribution avec ses mises à jour.

### boot-update
boot-update est une brique logicielle facilitant la configuration du chargeur d'amorçage GRUB 1.9x ou GRUB 0.97.

### Core Networking
Funtoo utilise une brique logicielle réseau pour permettre une configuration transparente des interfaces réseaux.

### XZ
Funtoo utilise le format d'archive XZ depuis juillet 2010.

## Le noyau Linux
Bien que Funtoo soit une distribution dite source, Robbins proposait dès 2010 l'installation d'une version binaire du noyau Linux avec le noyau distribué par Sabayon, puis à partir de 2011, en fournissant le choix de plusieurs versions du noyau, dont les anciennes versions distribuées par les projets Ubuntu ou Debian.
Cela dit, la communauté francophone préconise l'installation du noyau à partir de son code source.

## Communauté francophone
La communauté francophone est animée par le site Funtoo-Quebec.org dès l'origine du projet. Très actif, le site s'associe avec Robbins et devient le support francophone officiel du projet en septembre 2010.

## Personnalités du projet
- Daniel Robbins, créateur et mainteneur du projet.